# Francesco Lo Celso
Francesco Lo Celso, né le 5 mars 2000 à Rosario, est un footballeur argentin qui évolue au poste de milieu offensif a l’Instituto ACC, en prêt du Rosario Central

## Biographie

### Carrière en club
Lo Celso est issu de l'académie du Rosario Central. Il fait également partie des jeunes du Paris Saint-Germain pendant quelques mois en 2017, suivant son frère aîné Giovani, l'international argentin qui jouait alors dans l'équipe première du PSG.
Il fait ses débuts professionnels le 1er mars 2020, remplaçant Diego Zabala (en) à la 79e minute lors d'une victoire 3-1 en championnat contre l'Arsenal Sarandí.

### Carrière en sélection
D'origine italienne, Lo Celso est toutefois international en équipe de jeunes avec l'Argentine, son pays natal.
Il fait notamment partie de l'équipe des moins de 20 ans qui termine deuxième au Championnat sud-américain des moins de 20 ans en 2019.

## Palmarès
| Argentine -20 - Championnat de la CONMEBOL - Champion en 2019 |